# جدل (فرقة روك عربي)
جدل هي فرقة موسيقى «الروك عربي» أردنية. أسسها المؤلف والمنتِج الموسيقي وعازف الجيتار محمود ردايدة عام 2003.
تعد جدل من أولى فرق موسيقى الروك العربية في المنطقة، حيث بدأت طريقها بإعادة توزيع أغنية “التوبة” للفنان الراحل عبد الحليم حافظ وذلك بأسلوب الروك الخاص بفرقة جدل. وكانت هذه الخطوة بمثابة جذب المستمعين لأسلوب الروك عربي المبتكر. أصدرت الفرقة عدة أغنيات منفردة منها أغنية “سلمى” من تأليف وكلمات محمود الردايدة والتي حققت نجاحاً في الأردن.

## ألبومات جدل
أصدرت فرقة جدل في عام 2009 ألبومها الأول “Arabic Rocks ”، والذي يتكون من 14 أغنية بأسلوب الروك العربي الخاص بفرقة جدل. كما أصدرت بتاريخ 29-12-2012 ألبومها الثاني بعنوان «الماكينة» وهي عنوان إحدى أغاني الألبوم. أما ألبومها الثالث فصدر عام 2016 بعنوان «مليون» وهو عنوان إحدى أغاني ذلك الألبوم.

## وصلات خارجية
الموقع الرسمي لفرقة جدل